# Bătălia de la Stănilești (1770)
Bătălia de la Stănilești (în istoriografia rusă Битва у Рябой Могилы) a avut loc pe 17 iunie 1770 în timpul războiului ruso-turc din 1768 - 1774 în valea Prutului, teritoriul Principatului Moldovei (în prezent România). Armata rusă de până la 38.000 de soldați, sub conducerea generalului Rumianțev a învins forțele superioare turco-tătare (70 de mii de oameni), sub comanda hanului Kaplan Ghirai.

## Desfășurare
Conform planului pus în aplicare de către Rumianțev, armata rusă a fost împărțită în mai multe grupuri, care au atacat simultan cu toate efectivele trupele lui Kaplan Ghirai. Ofensiva rușilor a pus în pericol tabără turco-tătară și i-a forțat pe aceștia să se retragă spre râul Larga (unde ulterior s-a dat bătălia de la Larga), pierzând 400 de soldați. Armata rusă a pierdut în același timp doar 46 de soldați.